# بروچو (پنیر)
پنیر بروچو (Brocciu) نوعی پنیر تولید شده از ترکیبی از شیر گوسفند و آب پنیر است. این پنیر به‌عنوان یک جایگزین برای لاکتوز غنی شده ریکوتا ایتالیایی قابل توجه است، زیرا پنیر بروچیو حاوی لاکتوز کمتری است.
بروچو که در جزیره کرس تولید می‌شود، پرطرفدارترین غذای جزیره محسوب می‌شود. بروچیو مانند ریکوتا، یک پنیر سفید جوان است و مرتباً با شرابهای سفید کورسیکایی جفت می‌شود.
بروچو از آب پنیر و شیر تهیه می‌شود. ابتدا آب پنیر تا دمای پایین و فقط چند درجه زیر ۱۰۰ درجه فارنهایت (۳۸ درجه سلسیوس) را گرم کرده و سپس شیر گوسفند را اضافه می‌کنند و حرارت تا زیر ۲۰۰ درجه فارنهایت (۹۳ درجه سلسیوس) افزایش می‌دهند. سپس بعد از شوک دمایی، بلافاصله پنیر در سبدهای مخصوص تخلیه می‌شود.
در آشپزی کورسیکایی، در تهیه غذاهای محلی، از صبحانه‌ها گرفته تا دسرها، از آن استفاده می‌شود. 

## یادداشت
1. ↑  "Delicious Corsica: Sampling the best of Corsican cuisine". National Geographic. 8 April 2019. Archived from the original on 13 July 2019. Retrieved 19 March 2021.
2. ↑  "Brocciu Cheese-France: French Cheese Guide".
3. ↑  Schapira 1994.